# Bracon praeteritus
Bracon praeteritus är en stekelart som beskrevs av Forster 1891. Bracon praeteritus ingår i släktet Bracon och familjen bracksteklar. Inga underarter finns listade.